# Pycnoschema politum
Pycnoschema politum är en skalbaggsart som beskrevs av Gilbert John Arrow 1906. Pycnoschema politum ingår i släktet Pycnoschema och familjen Dynastidae. Inga underarter finns listade i Catalogue of Life.